# Орлівка (зупинний пункт)
Орлі́вка — пасажирська зупинна залізнична платформа Рівненської дирекції Львівської залізниці.
Розташована у селі Орлівка та на південно-західній околиці міста Сарни Сарненського району Рівненської області на лінії Сарни — Ковель між станціями Антонівка (18 км) та Сарни (6,5 км).
Станом на 2025 рік, щодня одна пара приміського поїзда прямує за напрямком Ковель-Пасажирський — Сарни.